# Tytherington, Cheshire
Tytherington är en stadsdel Macclesfield, i civil parish Macclesfield, i distriktet Cheshire East, i grevskapet Cheshire, i England. Ward hade 8 821 invånare år 2011. Tytherington var en civil parish 1866–1936 när blev den en del av Macclesfield och Bollington. Civil parish hade 318 invånare år 1931.